# Fria nationalister
Fria nationalister var ett svenskt aktionsinriktat nätverk av nynazistiska grupper, grundat 2008. Nätverket hade lokalgrupper i flera svenska städer och orter, däribland Göteborgs fria nationalister. Nätverket angav som sitt främsta mål att "sprida och stärka den nationella idén om bevarandet av vår etniska och kulturella särart". Nätverket hade nära band till eller drevs av den nynazistiska nättidskriften Info-14. Nätverket hade inget system för formellt medlemskap.
Under valrörelsen till Europaparlamentsvalet 2009 samarbetade nätverket med Nationaldemokraterna och hjälpte dem få ut valpropaganda, vilket Nationaldemokraternas partiledare Marc Abramsson tackade för när han valtalade för dem på nationaldagen. Nätverket har också ställt upp som säkerhetsvakter och propagandaspridare åt Sverigedemokraterna, som inte har välkomnat hjälpen.
Fria Nationalister Skåne bildades november 2008 på initiativ av bland andra Kristoffer Dahlström. På organisationens första demonstration, i Lund, deltog demonstranter från Nationalsocialistisk front och andra nynazistiska organisationer. En observatör noterade att hitlerhälsningar gjordes. Gruppen har hängt ut en sexbrottsling med namn, adress och personnummer i ett flygblad.